# Can Diviu
Can Diviu és un nucli de població del municipi de Canovelles, al Vallès Oriental. El 2020 tenia 1.194 habitants censats.
Aquí es troba el CEIP Joan Miró com a principal instal·lació educativa.